# Landtag Rheinland-Pfalz
Der Landtag Rheinland-Pfalz ist das Parlament des deutschen Landes Rheinland-Pfalz mit Sitz in der Landeshauptstadt Mainz.

## Legitimation und Aufgaben
Nach Artikel 79 Abs. 1 der Landesverfassung ist der Landtag „das vom Volk gewählte oberste Organ der politischen Willensbildung“. „Er vertritt das Volk, wählt den Ministerpräsidenten und bestätigt die Landesregierung, beschließt die Gesetze und den Landeshaushalt, kontrolliert die vollziehende Gewalt und wirkt an der Willensbildung des Landes mit in der Behandlung öffentlicher Angelegenheiten, in europapolitischen Fragen und nach Maßgabe von Vereinbarungen zwischen Landtag und Landesregierung.“

## Sitz
Seit 1951 tagt der Landtag Rheinland-Pfalz im Deutschhaus in Mainz. 1999 wurde das sogenannte Abgeordnetenhaus errichtet, das die Büros der Abgeordneten und die Fraktionsgeschäftsstellen vereint. Ein Teil des Gebäudes wird von der Landesregierung genutzt. Die beiden Komplexe sind durch eine Baufuge getrennt, die die Gewaltenteilung zwischen Legislative und Exekutive symbolisiert. Der Landtag hat seinen Sitz am Platz der Mainzer Republik 1, die Landtagsverwaltung in der Diether-von-Isenburg-Straße 1 und das Abgeordnetenhaus in der Kaiser-Friedrich-Straße 3.

### Geschichte
Da bei Gründung des Landes Rheinland-Pfalz die in der Gründungsverordnung bestimmte Hauptstadt Mainz wegen Kriegsschäden und Zerstörungen nicht über ausreichend Verwaltungsgebäude verfügte, fand am 22. November 1946 im Koblenzer Theater die konstituierende Sitzung der Beratenden Landesversammlung statt, in der ein Verfassungsentwurf erarbeitet wurde. Am 18. Mai 1947 wurde die Verfassung für Rheinland-Pfalz in einer Volksabstimmung durch 53 Prozent der Wahlberechtigten angenommen. Die konstituierende Sitzung des ersten Landtages Rheinland-Pfalz erfolgte am 4. Juni 1947 im großen Rathaussaal von Koblenz. Koblenz war damit administrativer Regierungssitz des Landes. Am 16. Mai 1950 beschloss der Landtag, das Deutschhaus in Mainz wieder aufzubauen und Landesregierung und Landtag nach Mainz zu verlegen, was 1951 erfolgte.
Von Dezember 2015 bis September 2021 wurde das Deutschhaus umfassend an zeitgemäße Infrastruktur angepasst, daher wurde das Interimsquartier des Plenarsaals im Steinsaal des Landesmuseums Mainz eingerichtet, während die Landtagsverwaltung im neuen Isenburg-Karrée einzog. Seit Mai 2020 tagte der Landtag aufgrund der COVID-19-Pandemie in der Rheingoldhalle in Mainz. Am 8. September 2021 wurde mit einem Festakt die Rückkehr des Landtags in das sanierte Gebäude gefeiert.

## Wahl

Landtagswahlen in Rheinland-Pfalz mit Nichtwähleranteil und Ausschöpfungsquote

Die Wahl der 101 Landtagsmitglieder findet alle fünf Jahre statt und ist allgemein, frei, geheim, gleich und unmittelbar. Die Wahl wird nach den Grundsätzen einer mit einer Personenwahl verbundenen Verhältniswahl durchgeführt. Stimmberechtigt sind alle Deutschen, die das 18. Lebensjahr vollendet haben und seit mindestens drei Monaten ihren Wohnsitz in Rheinland-Pfalz haben.
Jeder Wähler hat zwei Stimmen. Die erste Stimme, die Wahlkreisstimme, dient der Wahl eines Abgeordneten in einer der 52 Wahlkreise. Gewählt ist, wer die einfache Mehrheit auf sich vereinen kann. Da die Fünf-Prozent-Klausel bei den Wahlkreisbewerbern nicht zum Zuge kommt, können auch Einzelbewerber in den Landtag gewählt werden.
Mit der zweiten Stimme, der Landesstimme, wird eine Landes- oder Bezirksliste gewählt. Sie entscheidet über die Zusammensetzung des Landtages. Jede Partei, die mehr als fünf Prozent der Stimmen erhalten hat, bekommt nach dem Sainte-Laguë-Verfahren so viele Sitze, wie ihr im Verhältnis der Zweitstimmen zustehen. Die Zahl der Wahlkreismandate wird abgezogen und die übrigen Sitze mit den Listenbewerbern besetzt. Überhangmandate werden durch Ausgleichsmandate ausgeglichen, was zu einer Vergrößerung des Landtages führen kann.

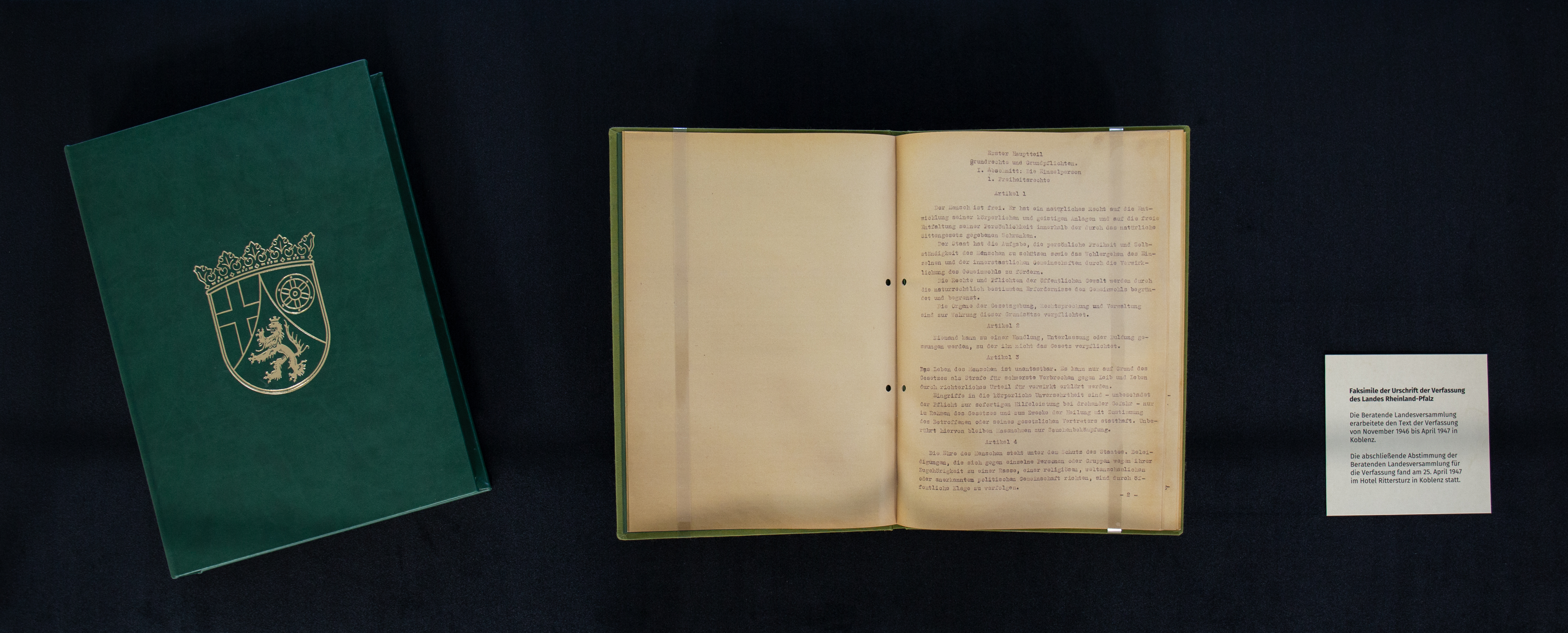
Faksimile der Landesverfassung von Rheinland-Pfalz

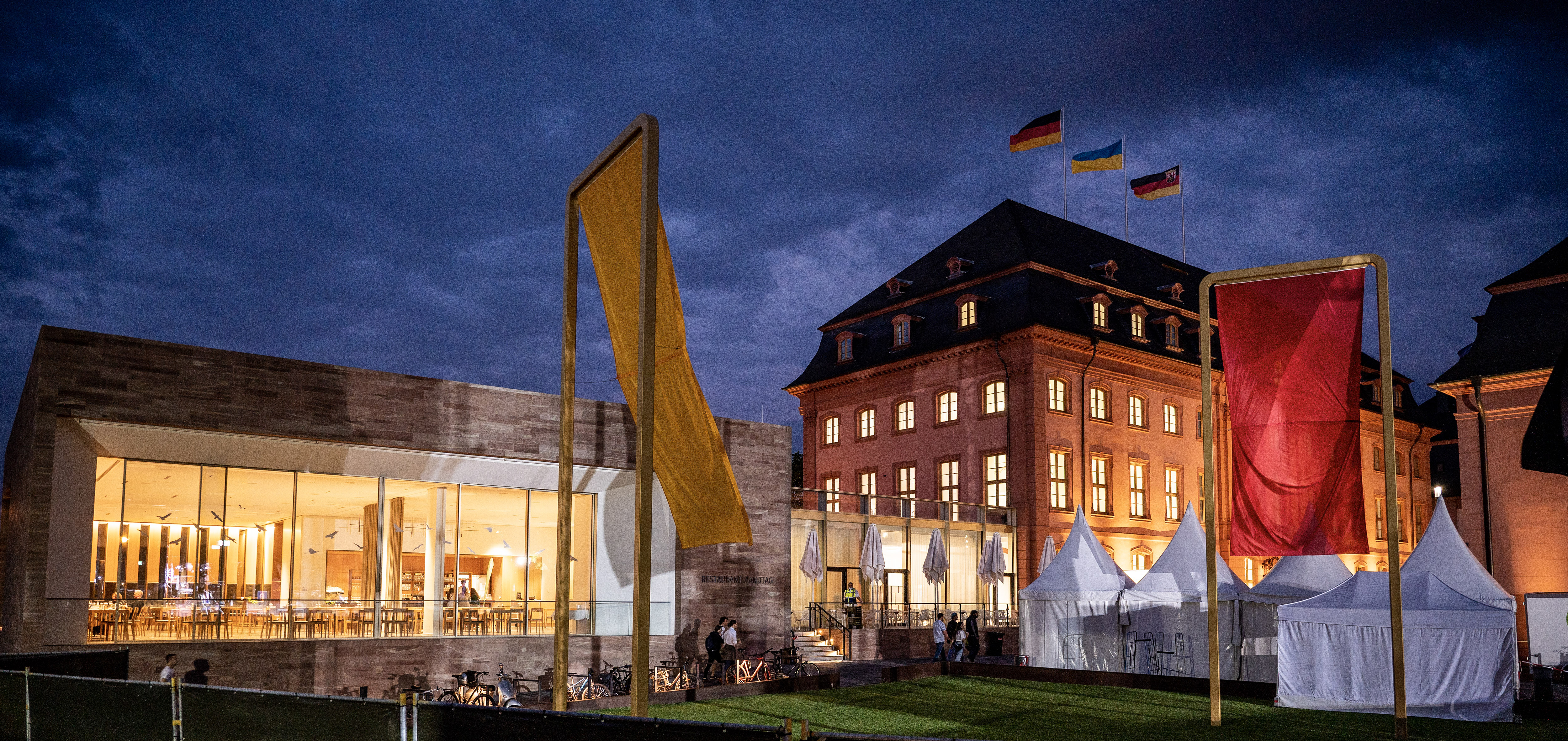
Landtag Rheinland-Pfalz bei Nacht

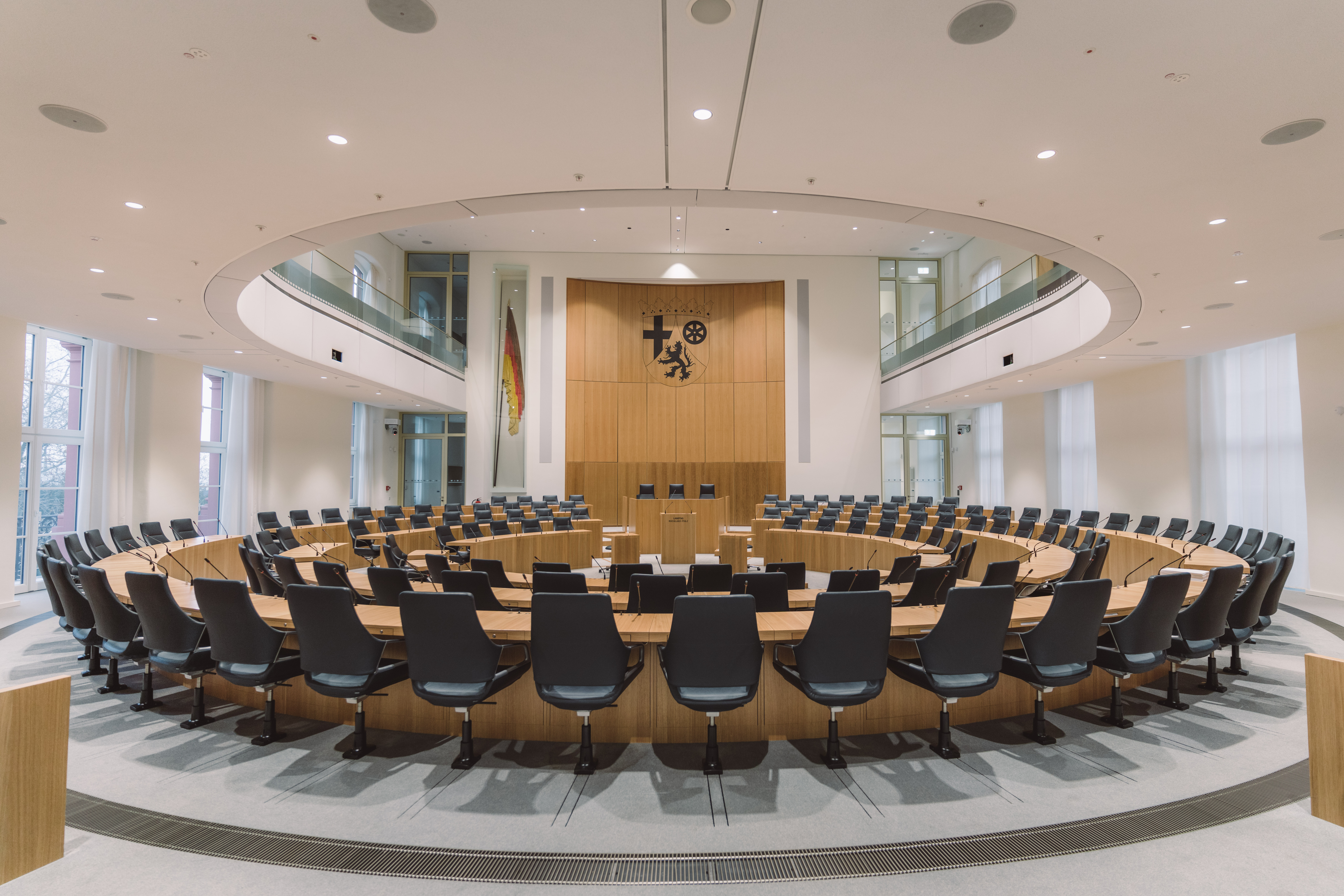
Plenarsaal des Landtags Rheinland-Pfalz im sanierten Deutschhaus in Mainz

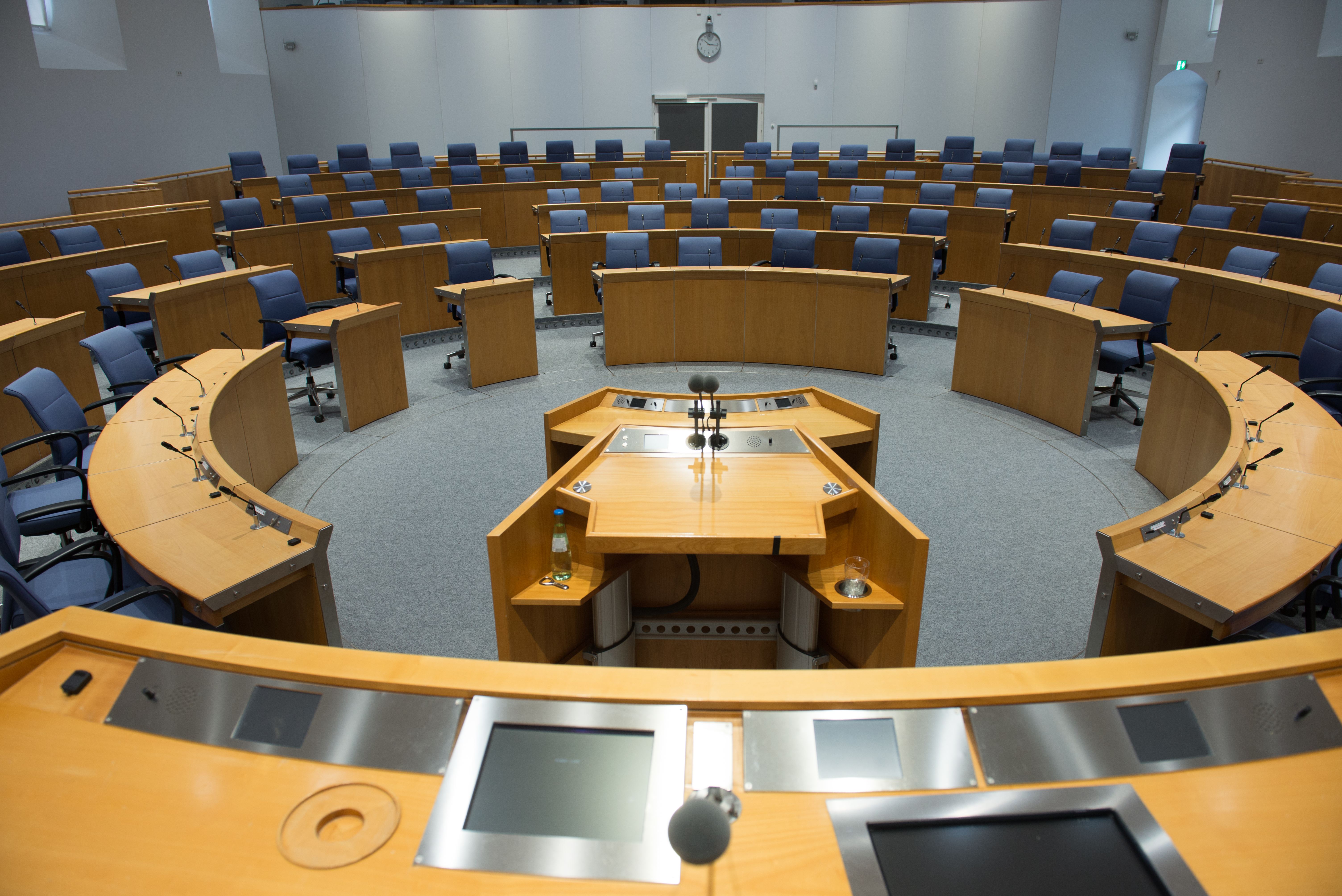
Ehemaliger Plenarsaal des Landtags Rheinland-Pfalz (Interimsquartier Steinsaal)

Die Wahl zum 18. Landtag am 14. März 2021 brachte folgendes Ergebnis:
| Partei                 | Wahlkreis- mandate | Landes- stimmen | Anteil in % | Sitze | Sitze 2016 | Sitze 2011 |
| ---------------------- | ------------------ | --------------- | ----------- | ----- | ---------- | ---------- |
| SPD                    | 28                 | 690.962         | 35,7        | 39    | 39         | 42         |
| CDU                    | 23                 | 535.318         | 27,7        | 31    | 35         | 41         |
| AfD                    |                    | 160.293         | 8,3         | 9     | 14         |            |
| FDP                    |                    | 106.809         | 5,5         | 6     | 7          |            |
| Grüne                  | 1                  | 179.860         | 9,3         | 10    | 6          | 18         |
| Die Linke              |                    | 48.206          | 2,5         |       |            |            |
| Freie Wähler           |                    | 103.619         | 5,4         | 6     |            |            |
| Piraten                |                    | 10.393          | 0,5         |       |            |            |
| ÖDP                    |                    | 13.406          | 0,7         |       |            |            |
| Klimaliste RLP         |                    | 13.681          | 0,7         |       |            |            |
| Die PARTEI             |                    | 20.519          | 1,1         |       |            |            |
| Tierschutzpartei       |                    | 32.527          | 1,7         |       |            |            |
| Volt Deutschland       |                    | 19.286          | 1,0         |       |            |            |
| total gültige Stimmen  |                    | 1.934.879       | 100,00 98,9 | 101   | 101        | 101        |
| ungültige Stimmen      |                    | 22.470          | 1,1         |       |            |            |
| Wähler Wahlbeteiligung |                    | 1.957.349       | 100,00 64,3 |       |            |            |
| Nichtwähler            |                    | 1.107.000       | 35,7        |       |            |            |
| Wahlberechtigte        |                    | 3.042.414       | 100,00      |       |            |            |

Der neue Landtag konstituierte sich am 18. Mai 2021.

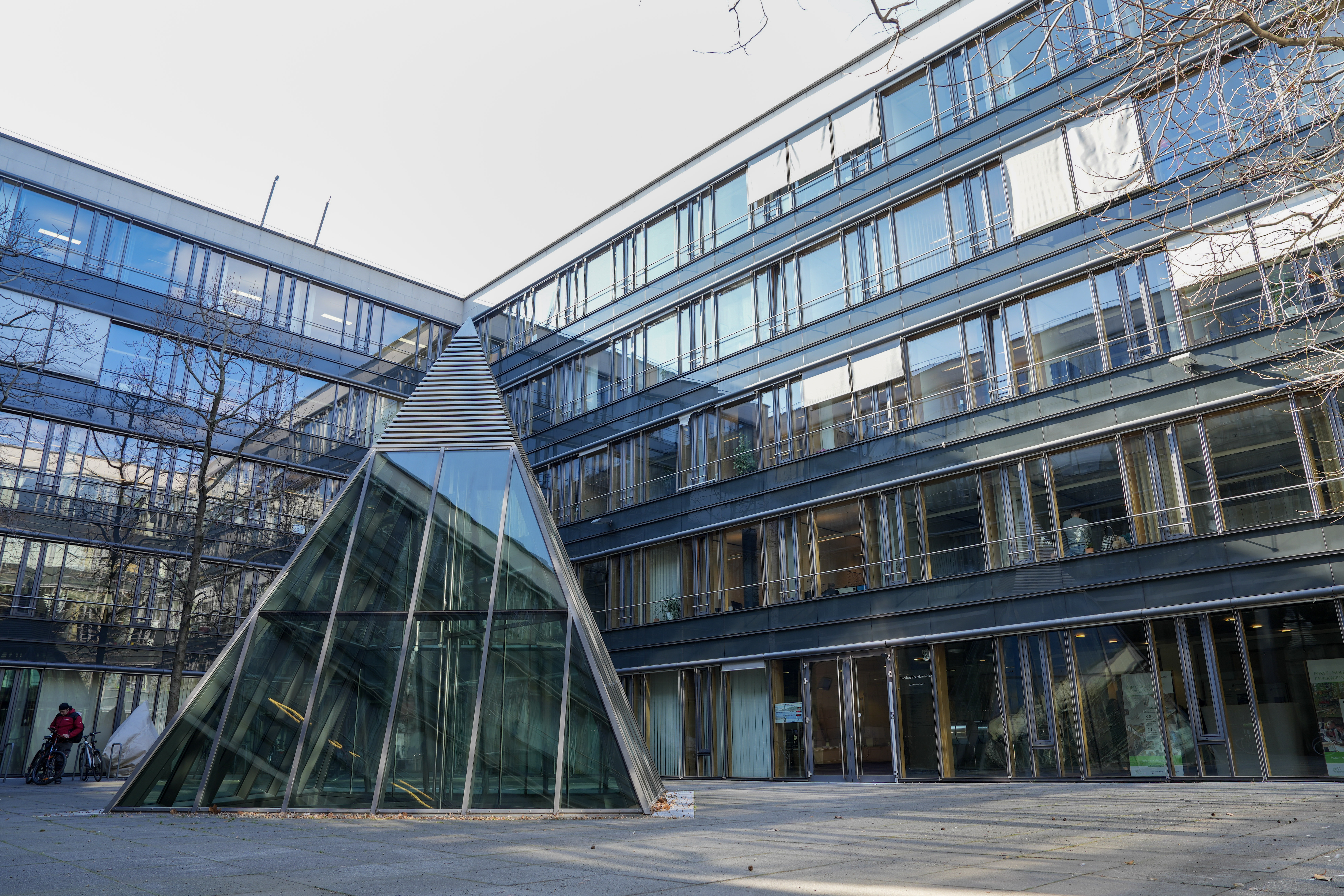
Abgeordnetenhaus des Landtags Rheinland-Pfalz

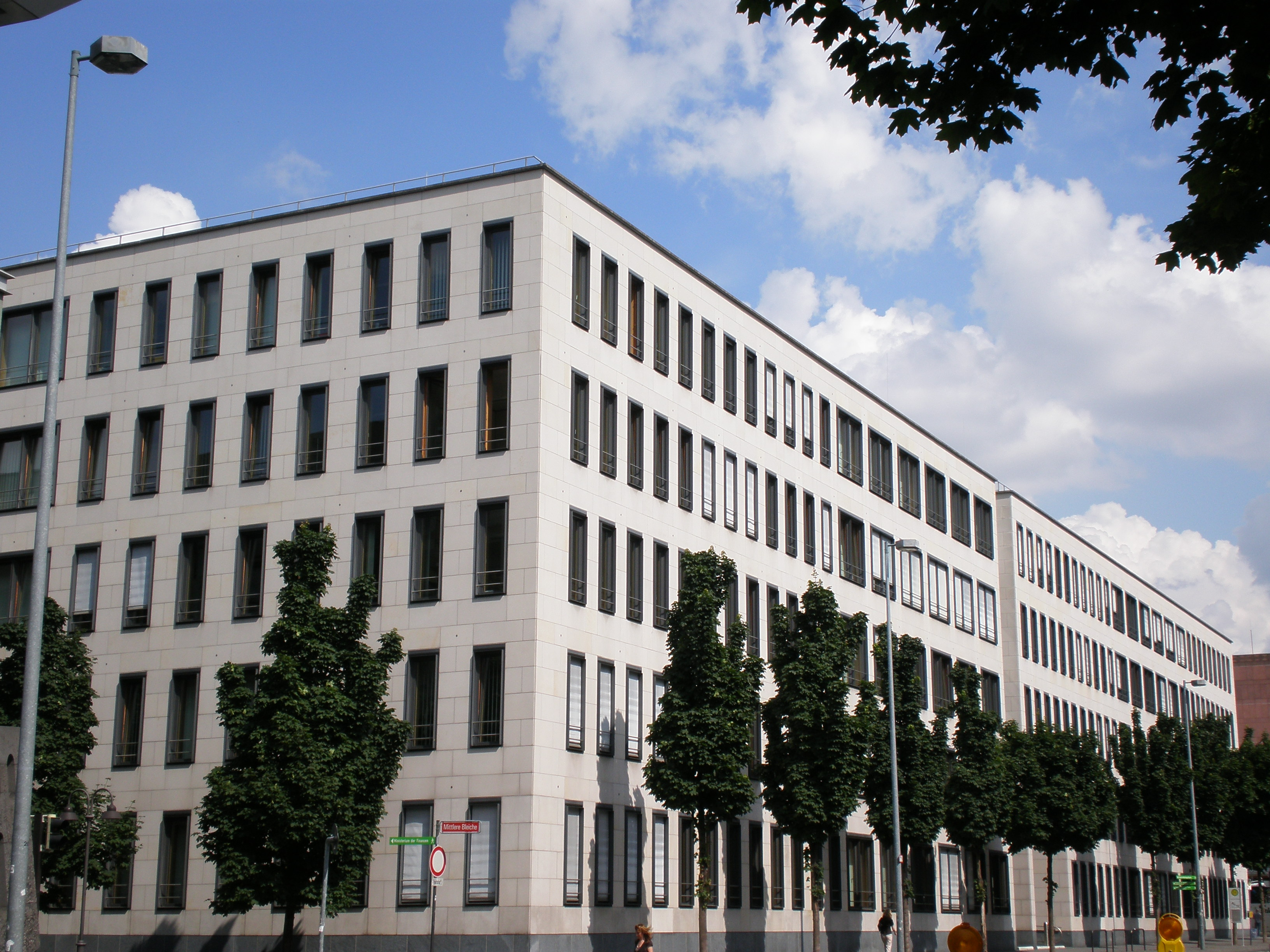
Ministerium für Klimaschutz, Umwelt, Energie und Mobilität mit anschließendem Abgeordnetenhaus

## Geschichte

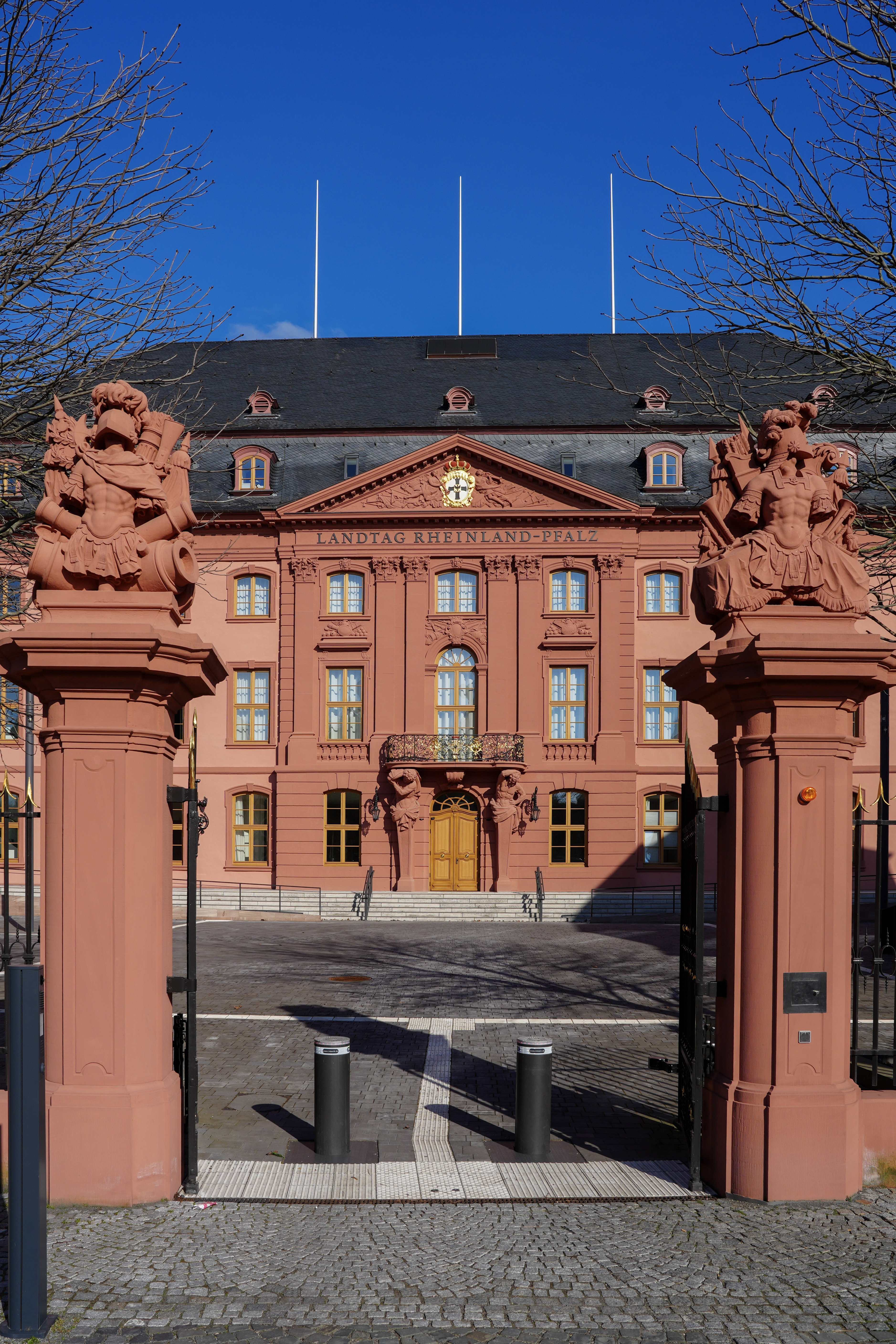
Eingang des Landtags

Nachdem es zuvor eine von der französischen Besatzungsmacht auf Vorschlag der Städte und Landkreise bestellte Beratende Landesversammlung gegeben hatte, trat 1947 erstmals ein frei gewählter Landtag zusammen.

### Wahlrecht
Von 1947 bis 1987 wurden Verhältniswahlen durchgeführt, bei der jeder Wähler eine Stimme hatte. Seit 1991 gibt es ein personalisiertes Verhältniswahlsystem mit zwei Stimmen, einer für den Wahlkreiskandidat und einer für die Landes- oder Bezirksliste.
Bei der ersten Wahl 1947 gab es keine Sperrklausel. Seit 1951 müssen die Parteien landesweit fünf Prozent erreichen, um in den Landtag zu gelangen.
Der erste Landtag war auf 100 Abgeordnete ausgelegt. Durch die Rückgliederung von 61 Gemeinden zu Rheinland-Pfalz in den Landkreisen Saarburg und Trier-Land kam es noch 1947 zu einer Nachwahl und die Zahl der Abgeordneten erhöhte sich auf 101. Von 1951 bis 1987 gab es dann je 100 Abgeordnete. Seit 1991 hat der Landtag 101 Mitglieder.
Das aktive Wahlrecht lag von 1947 bis 1967 bei 21 Jahren, bis es 1971 auf 18 Jahre festgesetzt wurde.
Das passive Wahlrecht lag von 1947 bis 1967 bei 25 Jahren, ehe es 1971 auf 21 Jahre gesenkt wurde. Seit 1979 liegt die Grenze bei 18 Jahren.
Die Zuteilung der Mandate errechnete sich von 1947 bis 1971 nach dem Wahlschlüsselverfahren. Es wurde 1972 vom Bundesverfassungsgericht für verfassungswidrig erklärt, woraufhin die Sitzverteilung der Wahl von 1971 nachträglich korrigiert werden musste. Von 1975 bis 1987 war das D’Hondt-Verfahren gültig. Für die Wahlen von 1991 bis 2006 galt das Hare/Niemeyer-Verfahren. Seit 2011 wird das Sainte-Laguë-Verfahren angewandt.
Die Legislaturperioden dauerten von 1947 bis 1987 vier Jahre. Seit 1991 wird alle fünf Jahre gewählt.

### Zusammensetzung
Die Zusammensetzung der Landtage war bisher wie folgt:
- 1. Landtag 1947–1951: CDU 48, SPD 34, FDP 11, KPD 8
- 2. Landtag 1951–1955: CDU 43, SPD 38, FDP 19
- 3. Landtag 1955–1959: CDU 51, SPD 36, FDP 13
- 4. Landtag 1959–1963: CDU 52, SPD 37, FDP 10, DRP 1
- 5. Landtag 1963–1967: CDU 46, SPD 43, FDP 11
- 6. Landtag 1967–1971: CDU 49, SPD 39, FDP 8, NPD 4
- 7. Landtag 1971–1975: CDU 52, SPD 42, FDP 6 (nach Korrektur durch das Bundesverfassungsgericht am 11. Oktober 1972)
- 8. Landtag 1975–1979: CDU 55, SPD 40, FDP 5
- 9. Landtag 1979–1983: CDU 51, SPD 43, FDP 6
- 10. Landtag 1983–1987: CDU 57, SPD 43
- 11. Landtag 1987–1991: CDU 48, SPD 40, FDP 7, Grüne 5
- 12. Landtag 1991–1996: SPD 47, CDU 40, FDP 7, Grüne 7
- 13. Landtag 1996–2001: SPD 43, CDU 41, FDP 10, Grüne 7
- 14. Landtag 2001–2006: SPD 49, CDU 38, FDP 8, Grüne 6
- 15. Landtag 2006–2011: SPD 53, CDU 38, FDP 10
- 16. Landtag 2011–2016: SPD 42, CDU 41, Grüne 18
- 17. Landtag 2016–2021: SPD 39, CDU 35, AfD 14, FDP 7, Grüne 6
- 18. Landtag 2021–: SPD 39, CDU 31, Grüne 10, AfD 9, FDP 6, FW 6

### Landtagspräsidenten
Bisherige Landtagspräsidenten waren:
- 1947–1948: Jakob Diel (CDU)
- 1948–1959: August Wolters (CDU)
- 1959–1971: Otto van Volxem (CDU)
- 1971–1974: Johannes Baptist Rösler (CDU)
- 1974–1985: Albrecht Martin (CDU)
- 1985–1991: Heinz Peter Volkert (CDU)
- 1991–2006: Christoph Grimm (SPD)
- 2006–2016: Joachim Mertes (SPD)
- seit 2016: Hendrik Hering (SPD)

## Ältestenrat
Der Ältestenrat des Landtages besteht aus dem Landtagspräsidenten, den zwei Vizepräsidenten sowie zwölf weiteren Mitgliedern, die von den Fraktionen entsprechend ihrem Stärkeverhältnis benannt werden. Den Vorsitz führt der Landtagspräsident.
Der Ältestenrat:
- unterstützt den Präsidenten des Landtages bei der Führung der Geschäfte;
- beschließt die Tagesordnung der Sitzungen des Landtags durch die Festlegung einer Reihenfolge der Beratungsgegenstände sowie der Redezeiten für die einzelnen Abgeordneten oder Fraktionen;

Darüber hinaus hat er eine Verständigung zwischen den Fraktionen über den Arbeitsplan des Landtags, die Verteilung der Stellen der Ausschussvorsitzenden und stellvertretenden Ausschussvorsitzenden herbeizuführen. In der Regel münden die Beratungen des Ältestenrats in einem Konsens.
Die Zusammensetzung des Ältestenrates der 18. Wahlperiode (Stand: 3. Oktober 2024):
- Hendrik Hering – Landtagspräsident
- Kathrin Anklam-Trapp – Landtagsvizepräsidentin
- Matthias Lammert – Landtagsvizepräsident
- Benedikt Oster (SPD)
- Sabine Bätzing-Lichtenthäler (SPD)
- Jens Guth (SPD)
- Martin Haller (SPD)
- Jaqueline Rauschkolb (SPD)
- Gordon Schnieder (CDU)
- Ellen Demuth (CDU)
- Martin Brandl (CDU)
- Carl-Bernhard von Heusinger (Grüne)
- Jan Bollinger (AfD)
- Steven Wink (FDP)
- Helge Schwab (Freie Wähler)

## Ausschüsse und Gremien
Der Landtag der 18. Wahlperiode hat folgende Fach- und Unterausschüsse gebildet:
- Haushalt- und Finanzausschuss
- Rechnungsprüfungskommission
- Ausschuss für Inneres, Sport und Landesplanung
- Ausschuss für Arbeit, Soziales, Pflege und Transformation
- Ausschuss für Gesundheit
- Ausschuss für Bildung
- Ausschuss für Wissenschaft
- Ausschuss für Wirtschaft und Verkehr
- Ausschuss für Landwirtschaft und Weinbau
- Rechtsausschuss
- Ausschuss für Umwelt und Forsten
- Ausschuss für Familie, Jugend, Integration und Verbraucherschutz
- Ausschuss für Digitalisierung, Digitale Infrastruktur und Medien
- Ausschuss für Europafragen und Eine Welt
- Ausschuss für Gleichstellung und Frauen
- Ausschuss für Kultur
- Ausschuss für Klima, Energie und Mobilität
- Petitionsausschuss
- Strafvollzugskommission
- Untersuchungsausschuss 18/1 „Flutkatastrophe“
- Enquete-Kommission 18/1 „Zukunftsstrategien zur Katastrophenvorsorge“

Darüber hinaus sind weitere Ausschüsse und Kommissionen gebildet worden:
- Zwischenausschuss
- Wahlprüfungsausschuss
- Kommission nach Artikel 10 GG
- Parlamentarische Kontrollkommission